# جوف النقي
جَوفُ النِّقْي أو تَجْويفُ النِّقي أو تجويف النخاع (بالإنجليزية: Medullary cavity أو marrow cavity)‏ هو ذلك التجويف المحوري المركزي داخل جسم العظم (الاسطواني) ، حيث يتم تخزين نخاع العظام الأحمر و/أو نخاع العظم الأصفر (النسيج الدهني).
يقع جَوفُ النِّقْي بداخل جدل العظام الطويلة. تتألف العظام الطويلة في معظمها من العظم القشري (العظم المضغوط) ، أما جَوفُ النِّقْي فله جدران تتألف من العظم الإسفنجي المبَطَّن بغشاء وعائي رقيق اسمه بطانة العظم (بالإنجليزية:  Endosteum)‏ (أو السمحاق الداخلي المبطن للتجويف النخاعي).
إن جَوفُ النِّقْي (أو تجويف النخاع) هو تلك المنطقة التي تحتوي نخاع العظام في كل أنواع العظام (طويلة، مسطحة، الخ)  ، و تشارك في تكوين خلايا الدم الحمراء و خلايا الدم البيضاء.
داخل النخاع (بالإنجليزية: Intramedullary)‏ هو مصطلح طبي يعني داخل العظام. ومن الأمثلة عليه: المسمار النخاعي الذي يُستخدم لعلاج كسور العظام في جراحة العظام و كذلك في أورام داخل النخاع التي قد تحدث في صورة سرطان أو أورام حميدة ، مثل الوَرَمٌ الغُضْروفِيٌّ البَاطِن (بالإنجليزية:  Enchondroma)‏.

## وصلات خارجية
- "Medullary cavity" في معجم دورلاند الطبي